# أنف يهودي
الأنف اليهودي أو أنف اليهودي هو صورة نمطية عرقية تشير إلى الأنف المعقوف بجسر أنفي محدّب وانعطاف في طرف الأنف للأسفل. مُيِّز على أنه صورة كاريكاتيرية معادية لليهود في منتصف القرن الثالث عشر في أوروبا؛ وأصبحت تلك الصورة منذ ذلك الحين عنصرًا محددًا للصورة النمطية عن اليهود. استمر تمثيل الأنف اليهودي في الرسوم الكاريكاتيرية وتبناه العديد من اليهود كجزء من هويتهم الإثنية؛ وذلك على الرغم من اكتشاف هذا الشكل من الأنوف بشكل شائع في عموم السكان مثل وجوده بين اليهود في البلدان التي ينتشر فيها هذا الشكل، كما هو الحال في منطقة البحر الأبيض المتوسط.

## تاريخ
لاحقت مؤرخة الفن سارة ليبتون ارتباط الأنف المعقوف باليهود إلى القرن الثالث عشر. لم تُظهر تمثيلات اليهود في الفن والأيقونات ملامح وجه محددة قبل ذلك الوقت. «دفع التحرك نحو حركة الواقعية في الفن والاهتمام المتزايد بعلم الفراسة الفنانين إلى ابتكار إشارات بصرية للعرق في أواخر القرن الثالث عشر. دُمِجت مجموعة العلامات المميزة المخصصة لليهود في وجه واحد مُفسر بعناية، واتسم الوجه بالبشاعة والطبيعية في نفس الوقت، فوُلِد الكاريكاتير اليهودي للأنف المحدب واللحية المدببة».
ترسخت الصورة النمطية للأنف اليهودي بقوة في الخيال الأوروبي بعد عدة قرون بعد ارتباطه باليهود في القرن الثالث عشر. تعود أحد الاستخدامات الأدبية المبكرة لكاركاتير الأنف اليهودي إلى كتاب فرانثيسكو دي كيفيدو بعنوان إلى رجل ذو أنف كبير كتبه ضد منافسه في الشعر لويس دي جونجورا. كان الهدف من السونيتة هو الاستهزاء بمنافسه من خلال الإشارة إلى أن أنفه الكبير كان دليلًا على أنه ليس «إسبانيًا صافيًا»، بل من نسل المتحولين (الكونفرسوس)، وهم اليهود الذين تحولوا إلى الكاثوليكية لتجنب الطرد. تربط الإشارة إلى أنف الجلاد والكاتب على وجه الخصوص مثل هذا الأنف بشكل ضار بالفريسيين والكتّاب المسؤولين عن موت المسيح وفقًا للعهد الجديد.
«وُجِد ما يسمى بالأنف اليهودي، المنحني في الأعلى، والذي يشبه منقار الصقر البارز من الأمام، بالفعل كرسوم كاريكاتيرية في القرن السادس عشر، وأصبح راسخًا كعلامة تجارية يهودية مزعومة فقط بحلول منتصف القرن الثامن عشر».
أصبح الأنف المعقوف سمة رئيسية في الدعاية النازية المعادية للسامية. كتب المروج النازي يوليوس شترايخر في قصة للأطفال: «يمكن للمرء أن يعرف اليهودي بسهولة من أنفه». «الأنف اليهودي منحني عند بدايته، ويبدو مثل الرقم ستة. نطلق عليه اسم «ستة اليهودي». تملك العديد من الأمم أيضًا أنوف منحنية، ولكن أنوفهم تنحني للأعلى وليس للأسفل. يُعد هذا الأنف أنف معقوف أو أنف نسر، فإنه لا يشبه أنوف اليهود على الإطلاق».
قالت الكاتبة نعومي زيفيلوف «سعى اليهود لإخفاء هويتهم العرقية بعد تطوير عملية جراحة الأنف الحديثة لأول مرة في برلين ما قبل الحرب»؛ وقالت أيضًا إن مخترع عملية تجميل الأنف، جاك جوزيف، كان لديه «عدد كبير من الزبائن اليهود الذين يريدون إجراء عمليات تجميلية لأنوفهم، والتي تسمح لهم بالتحرك كجناتيل (غير يهوديي الشكل) في برلين».
لم يتشارك جميع اليهود بهذه النظرة السلبية للأنف اليهودي. تعتبر النصوص القبلانية اليهودية الأنف الكبير علامة على الشخصية. كتب الكاتب القبلاني اليهودي أهارون يهودا ليب شتينمان في كتابه «أسرار الوجه» (بالعبرية: חכמת הפרצוף‏) في عام 1888 أن اليهود لديهم «أنف النسر، وهو الأنف المنحني مع حدبة صغيرة في المنتصف، والذي يشهد على شخصية تسعى إلى اكتشاف أسرار الحكمة، والتي ستحكم بإنصاف، ورحيمة بالطبيعة، ومفرحة، وحكيمة، وبصيرة».
سعت العديد من ممثلات الأفلام اليهودية الأمريكية في عشرينيات وخمسينيات القرن الماضي إلى إجراء عملية جراحية لتصغير أنوفهن. كتبت مؤرخة السينما باتريشيا إرينز: «يُعد تغيير الذكر اليهودي لاسمه كتعديل المرأة اليهودية لأنفها، ويُعد الاثنان وسيلتان للتغلب على هذه المشكلة». كانت فاني برايس واحدة من الممثلات اللاتي خضعن لعملية جراحية، وألهمت بذلك المعلقة دوروثي باركر للتعليق على ذلك بأنها «أجرت عملية جراحية لأنفها نكاية بعرقها». قالت إيرنز إن هذه الموضة انتهت على يد المغنية والممثلة باربرا سترايساند، والتي كان أنفها سمة مميزة، وأنه «على عكس الشخصيات في أفلام الثلاثينيات والأربعينيات من القرن الماضي، فهي ليست يهودية بالاسم فقط، وبالتأكيد هي أول نجمة رئيسية في تاريخ الصور المتحركة تترك اسمها وأنفها سليمين وتتولى أدوارًا رئيسية كممثلة يهودية». قالت سترايساند لمجلة بلاي بوي في عام 1977: «كان يسألني الجميع عندما كنت صغيرة: هل ستجرين عملية جراحية لأنفك؟. كان الأمر أشبه بالبدعة، فكانت جميع الفتيات اليهوديات يلجأن لعمليات تجميل أنوفهن كل أسبوع في مدرسة إيراسموس هول الثانوية، وتصبح أشكال أنوفهن جميلة ويصغرن من حجمهن حتى لا شيء. كان أول شيء سيفعله شخص ما هو قص تلك الحدبة، ولكنني أحبها، فلن أفعل ذلك».
كتبت زيفيلوف: «أصبحت عمليات تجميل الأنف من طقوس العبور للمراهقين اليهود الذين أرادوا مظهرًا آريًا أكثر؛ وذلك عندما اندمج اليهود في التيار السائد في أمريكا في خمسينيات وستينيات القرن الماضي». انخفض عدد عمليات تجميل الأنف بحلول عام 2014 بنسبة 44%، و«لم تؤثر العملية الجراحية في كثير من الحالات على الهوية الدينية».

## في الأدب الغربي غير اليهودي
ألمح هنري جيمس في كتابه بعنوان المشهد الأمريكي (1905) إلى الصورة النمطية في وصف الأحياء الفقيرة اليهودية في الجانب الشرقي الأدنى من مدينة نيويورك من خلال مقارنة اليهود «بحوض سمك ضحل به عدد لا يحصى من الأسماك مع خرطوم كبير جدًا». كانت الصورة النمطية للأنف اليهودي فكرة شائعة في أعمال توماس مان، الذي وصفه بأنه «مسطح للغاية، وكبير، ومضغوط بشدة». اخترع مان في روايته «صاحب السمو الملكي» في عام 1909 مثلًا طبيبًا يهوديًا يُدعى ساميت، ووُصِف شكل أنفه بأنه متخلي عن أصوله كونه واسع جدًا في الأسفل». ركز الكاتب فرنسيس سكوت فيتزجيرالد في روايته غاتسبي العظيم (1925) على رجل العصابات ماير ولفشيم و«أنفه التعبيري»، وهو إشارة نفى فيتزجيرالد لاحقًا بأنها معادية للسامية، وذلك على الرغم من التعبير الخاص عن التحيز ضد اليهود. تصور رواية الكاتب إرنست همنغواي بعنوان ثم تشرق الشمس (1926) شخصية روبرت كوهن الذي أجرى عملية تجميل لأنفه أثناء التحاقه بجامعة برينستون، وهو تغيير كان رمزيًا للتضحيات المتصورة المطلوبة للتوافق مع مجموعة الأقران ذات الغالبية الأنجلو سكسونية في إحدى الجامعات المعادية للسامية بشدة.